# Telített sósvíz

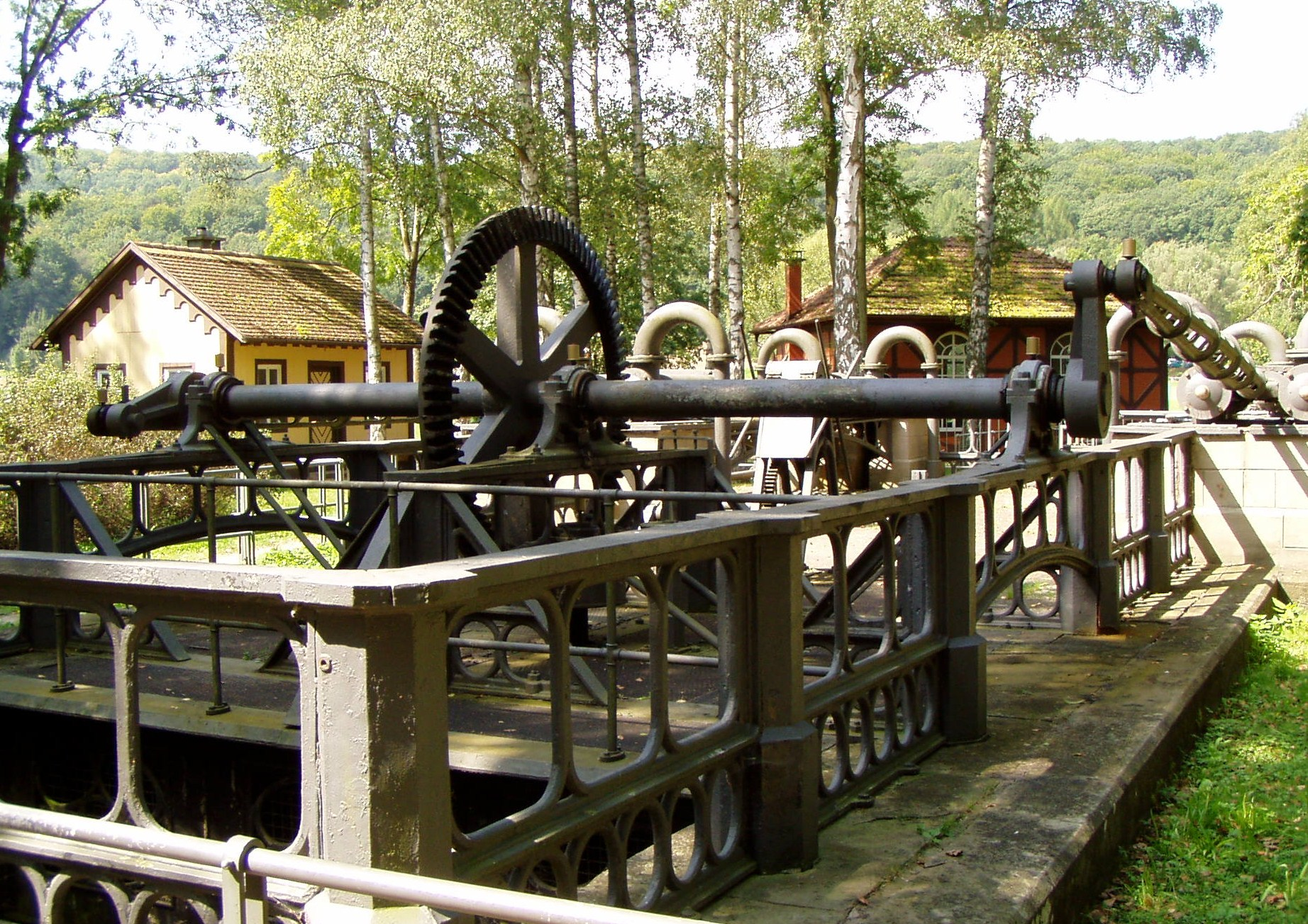
Telítettsósvíz-szivattyú 1848-ból, Bad Kissingen, Németország.

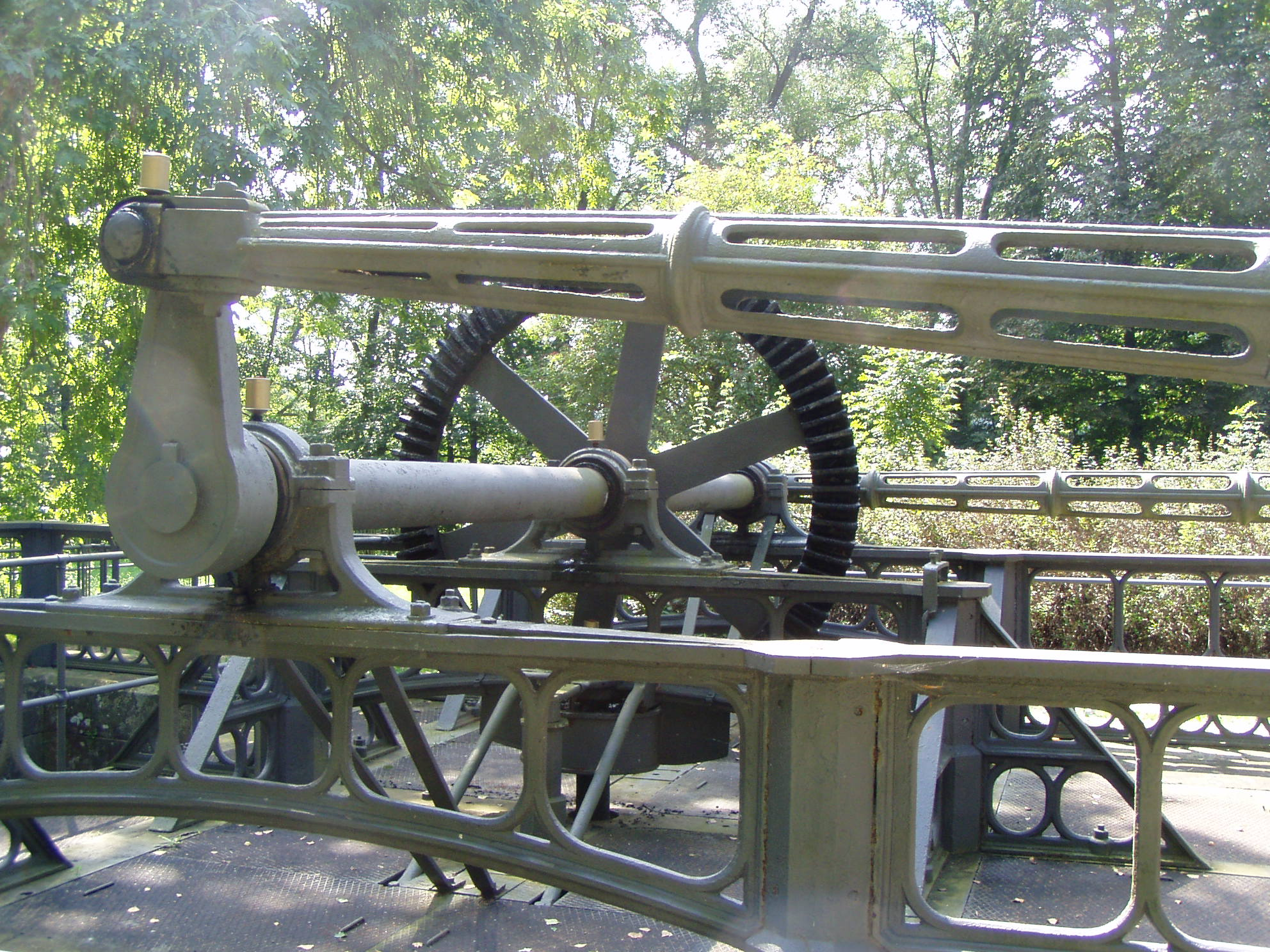
Telítettsósvíz-szivattyú 1848-ból, Bad Kissingen, Németország.

A telített sósvíz valamilyen sóval, általában nátrium-kloriddal telített víz. Zöldség, hal vagy húsok tartósítására használják – korábban gyakrabban, napjainkban ritkábban. A telített sósvizet halloumi és feta sajtok érlelésére, illetve ételek pácolására is használják. A pácolás célja az étel tartósítása vagy az ízének fokozása. A húsok pácoláskor a páclé sói vizet vonnak el a húsból, amely gátolja a mikroorganizmusok szaporodását. Telített sósvizet használnak hűtőházakban is a hő átvitelére, ugyanis só hozzáadásával a víz fagyáspontja alacsonyabb lesz, és a hőátvitel hatásfoka megnövekszik jelentős költségnövekedés nélkül.
A 23,3%-os NaCl sóoldat olvadáspontja −21 °C-ra (252,15 K) csökken, a kalcium-klorid sóoldat olvadáspontja pedig −40 °C (233,15 K).
| Víz sótartalma ezrelékében (g/l) | Víz sótartalma ezrelékében (g/l) | Víz sótartalma ezrelékében (g/l) | Víz sótartalma ezrelékében (g/l) |
| Édesvíz                          | Brakkvíz                         | Sósvíz                           | Telített sósvíz                  |
| < 0,5                            | 0,5–30                           | 30–50                            | > 50                             |
| -------------------------------- | -------------------------------- | -------------------------------- | -------------------------------- |

## A telített sósvíz elektrolízise
A világ hidrogéngáz-termelésének nagyjából 4 százaléka elektrolízissel történik. Ennek többsége a klórtermelés mellékterméke.
{\displaystyle \mathrm {2\ NaCl_{(aq)}+2\ H_{2}O_{(l)}\rightarrow 2\ NaOH_{(aq)}+H_{2(g)}+Cl_{2(g)}} }

## Fordítás
Ez a szócikk részben vagy egészben  a   Brine című angol Wikipédia-szócikk fordításán alapul.  Az eredeti cikk szerkesztőit annak laptörténete sorolja fel. Ez a jelzés csupán a megfogalmazás eredetét és a szerzői jogokat jelzi, nem szolgál a cikkben szereplő információk forrásmegjelöléseként.